# Muggio
Muggio foi uma comuna da Suíça, no Cantão Tessino, com cerca de 223 habitantes. Estendia-se por uma área de 8,4 km², de densidade populacional de 27 hab/km². Confinava com as seguintes comunas: Cabbio, Castel San Pietro, Cerano d'Intelvi (IT-CO), San Fedele Intelvi (IT-CO).
A língua oficial nesta comuna era o Italiano.

## História
Em 25 de outubro de 2009, passou a formar parte da nova comuna de Breggia.